# Brian De Palma
Brian De Palma   (Newark, 11 de setembre de 1940), de nom Brian Russell DePalma és un director de cinema, productor i guionista estatunidenc d'origen italià.
Amb una carrera de més de 50 anys, és més conegut pel seu treball en els gèneres de suspens, delicte i thriller psicològic. Entre les seves pel·lícules destacades s'inclouen èxits populars de taquilla com Carrie (1976), Vestida per matar (Dressed to Kill, 1980), Scarface (1983), Els Intocables d'Eliot Ness (The intouchables, 1987) i Missió: Impossible (Mission: Impossible, 1996), a més de favorits de culte com Sisters (1972), Phantom of the Paradise (1974), Blow Out (1981), Body Double (1984), Cors de ferro (Casualties of War, 1989), Atrapat pel passat (Carlito's way, 1993) i Femme Fatale (2002).
De Palma és citat sovint com a membre destacat de la nova generació de directors de cinema de Hollywood. El seu estil de direcció sovint fa ús de cites d'altres pel·lícules o estils cinematogràfics i té la influència de cineastes com Alfred Hitchcock i Jean-Luc Godard. Les seves pel·lícules han estat criticades per la seva violència i contingut sexual, però també han estat defensades per destacats crítics nord-americans com Roger Ebert i Pauline Kael.

## Biografia
És considerat per molta gent com el digne hereu d'Alfred Hitchcock tant per a la qualitat de les seves obres, el suspens i el seu mestratge. També té una certa semblança amb l'estil de Dario Argento, cineasta italià que va popularitzar el Giallo, pels seus plans seqüències complexos íntimament vinculats a la música.
Brian De Palma ha sabut fer una nova empenta a les pel·lícules de suspens i del cinema fantàstic. No dubta a dir clarament les seves influències, reprenent temes i fins i tot escenes dels seus cineastes preferits (Hitchcock principalment). Arriba fins i tot fins a reproduir-los a les seves pel·lícules: per exemple, l'escena de The Untouchables (1987) on fa una al·lusió a l'escena de l'escala Potemkin d'Odessa de El cuirassat Potemkin (Sergei Eisenstein, 1925).
El cinema de De Palma barreja excés i virtuositat, reivindicant un lirisme exacerbat, les últimes obres del qual són tanmateix desiguals. Entre les seves principals pel·lícules, Phantom of the Paradise (1974) és una variació sobre el tema de Faust que barreja amb virtuositat comèdia musical, drama psicològic i fantàstic. Carrie (1976), adaptació de la novel·la homònima de Stephen King, és un model del gènere de terror, on fa servir la split screen, que vol dir partir la pantalla per donar dues imatges alhora. Vestida per matar (1980) homenatja Vertigen (D'entre els morts) i Psicosi de Hitchcock. També va fer la gran pel·lícula Scarface , amb Al Pacino. La inventiva tècnica al servei d'un voyeurisme mòrbid és a Body Double (1984), transposició de  La finestra indiscreta  a la corrupció de Hollywood dels anys 1980.
Les seves últimes obres, sovint més formals i civilitzades que les primeres, són però interessants, malgrat algunes seqüències, com ara el començament vertiginós de Snake Eyes (1998) (un pla seqüència de 17 minuts - en realitat amb 3 talls invisibles), o l'escena de l'homicidi de l'agent gel en  The Black Dahlia, 2006), pel·lícula tranquil·la i nostàlgica d'un mestre jubilat.
Abans de ser el company de la cantant Elli Medeiros, va estar casat amb l'actriu Nancy Allen que actua a algunes de les seves pel·lícules.

## Un estil únic
A la majoria de les pel·lícules de Brian De Palma, hi ha un estil ben personal, plans particulars com ara la càmera que fa voltes a un immoble de dalt a baix o de baix dalt, un personatge morint obligat a arrossegar-se (Sisters, Phantom of the Paradise, The Untouchables...) un primer pla sobre el personatge i en segon pla un signe, una decoració o un objecte particular per realçar l'escena, música de fons que sempre lliga perfectament amb l'escena, plans de personatge (John Travolta tenint als braços Nancy Allen morta amb el mateix piano que a Blow Out , Al Pacino, àlies Tony Montana, amb la pistola a la mà abans de morir a Scarface...).
De fet el cinema de Brian de Palma és un cinema de preguntes. El cineasta qüestiona alhora el cinema dels seus il·lustres avantpassats preguntant-se com «això» funciona i per què «això» funciona. Per exemple, a Raising Cain, es veu un cotxet baixar per l'ascensor i alhora un nadó caient. És una al·lusió-picada d'ull al film mut soviètic El cuirassat Potemkin i a l'escena magnífica dels Incorruptibles.
Més enllà de l'humor, cultivat i elitista del seu cinema, Brian De Palma qüestiona també el seu propi cinema, que refa si s'escau. La seva última pel·lícula, Redacted, és el prolongament de la seva pel·lícula de guerra (Casualties of War, 1989). Té l'estil i la voluntat de posar una fita al cinema.

### Actors recurrents
Amb el temps, Brian De Palma s'ha envoltat de molts actors amb els quals ha treballat moltes vegades.

## Filmografia

### Director

#### Curts
- 1960: Icarus
- 1961: 660124: the story of an IBM card
- 1962: Woton's wake
- 1964: Jennifer
- 1964: Mod (inacabat)
- 1965: Bridge that gap
- 1966: The Responsive Eye
- 1966: Show me a strong town and I'll show you a strong bank
- 1984: Dancing in the Dark de Bruce Springsteen (vídeoclip)

#### Llargmetratges
- 1968: Murder a la Mod
- 1968: Greetings
- 1968: The Wedding Party, codirigida amb Wilford Leach
- 1970: Dionysus in '69, codirigida amb Richard Schechner
- 1970: Hi, Mom!
- 1972: Get to Know Your Rabbit
- 1973: Sisters
- 1974: Phantom of the Paradise
- 1976: Obsessió
- 1976: Carrie
- 1978: The Fury
- 1980: Home movies
- 1980: Vestida per matar (Dressed to kill)
- 1981: Blow Out
- 1983: Scarface
- 1984: Doble cos (Body Double)
- 1986: Wise guys
- 1987: The Untouchables
- 1989: Cors de ferro (Casualties of War)
- 1990: La foguera de les vanitats
- 1992: Raising Cain
- 1993: Atrapat pel passat (Carlito's Way)
- 1996: Missió: Impossible (Mission: Impossible)
- 1998: Snake Eyes
- 2000: Mission to Mars
- 2002: Femme fatale
- 2006: The Black Dahlia
- 2007: Redacted

### Guionista
- 1968: Murder a la Mod
- 1968: Greetings
- 1970: Hi, Mom!
- 1973: Sisters
- 1974: Phantom of the Paradise
- 1976: Obsessió
- 1980: Home movies
- 1980: Vestida per matar
- 1981: Blow Out
- 1984: Body Double
- 1992: Raising Cain
- 1998: Snake Eyes
- 2002: Femme fatale
- 2007: Redacted

### Productor
- 1968: The Wedding Party de Wilford Leach
- 1970: Dionysus in '69 de Richard Schechner
- 1976: Carrie
- 1980: Home movies
- 1984: Body Double
- 1990: La foguera de les vanitats
- 1998: Snake Eyes

### Actor
- 1968: Greetings: l'home que fuma davant de l'oficina de l'exèrcit
- 1994: Rotwang muss weg ! de Hans-Christoph Blumenberg: un famós director estatunidenc
- 1995: A Personal Journey with Martin Scorsese through American Movies de Martin Scorsese: ell mateix
- 2006: The Black Dahlia: el director dels assajos d'Elisabeth Short (veu)

## Premis
- 1969: Os d'argent a la Berlinale per Greetings
- 1975: gran premi del jurat al Festival internacional de cinema fantàstic d'Avoriaz per Phantom of the Paradise
- 1977: gran premi del jurat al Festival internacional de cinema fantàstic d'Avoriaz per Carrie
- 1988: Blue Ribbon Awards a la millor pel·lícula en llengua estrangera per The Untouchables
- 2007: Lleó d'argent al millor director al Festival Internacional de Cinema de Venècia 2007 per Redacted
- 2008: Premi del jove jurat al Amnesty International Film Festival per Redacted[7]